# Mainpuri
Mainpuri là một thành phố và là nơi đặt ban đô thị (municipal board) của quận Mainpuri thuộc bang Uttar Pradesh, Ấn Độ.

## Địa lý
Mainpuri có vị trí 27°14′B 79°01′Đ / 27,23°B 79,02°Đ Nó có độ cao trung bình là 153 mét (501 feet).

## Nhân khẩu
Theo điều tra dân số năm 2001 của Ấn Độ, Mainpuri có dân số 89.535 người. Phái nam chiếm 53% tổng số dân và phái nữ chiếm 47%. Mainpuri có tỷ lệ 69% biết đọc biết viết, cao hơn tỷ lệ trung bình toàn quốc là 59,5%: tỷ lệ cho phái nam là 74%, và tỷ lệ cho phái nữ là 64%. Tại Mainpuri, 15% dân số nhỏ hơn 6 tuổi.